# Хаммад, Абдеррахман
Абдеррахман Хаммад (араб. بدالرحمن حمد‎, род. 27 мая 1977, Деллис, Алжир) — алжирский прыгун в высоту, бронзовый призёр Олимпийских игр 2000 года.
Первым успехом спортсмена стала серебряная медаль на панарабском чемпионате среди юниоров в 1994 году. Затем одержал победы на африканском молодёжном чемпионате 1995 года и панарабском юниорском чемпионате 1996 года.
В 1997 году впервые стал чемпионом Алжира, начав серию из 9 побед подряд на национальных первенствах. Через год выиграл чемпионат Африки, повторив этот успех в 2000 и 2002 годах.
В 1999 году становится серебряным призёром Всеафриканских игр и Всемирных игр военнослужащих. В 2000 году показывает свой лучший результат (2,34 м), который является рекордом Алжира, а позже сенсационно становится бронзовым призёром Олимпиады в Сиднее.
В 2001 году стал победителем Средиземноморских игр и показал свой лучший результат на чемпионатах мира (9 место), в 2002 занял третье место во Всемирном легкоатлетическом финале. В 2004 году не проходит квалификацию на Олимпиаде в Афинах, но побеждает на Панарабских играх, в 2007 становится бронзовым  призёром Всеафриканских игр.
После многочисленных травм закончил свою спортивную карьеру в начале 2010 года.